# Kohgiluyeh i Boyer-Ahmad
La província de Kohgiluyeh i Boyer-Ahmad (persa: استان کهگیلویه و بویراحمد, Ostān-e Kohgīrūye-o Būyer-Ahmad) és una de les 31 províncies de l'Iran. Es troba al sud-oest del país a la Regió iraniana, amb capital a la ciutat de Yasuj. Ocupa una superfície de 15.563 km² i el 2006 tenia 634.000 habitants. S'hi parla l'idioma Luri.

## Geografia
La província és de terreny muntanyós que forma part dels Zagros. El cim més alt és el Dena amb 4.409 metres.